# 小行星7142
小行星7142（英語：7142 Spinoza）是一颗围绕太阳公转的小行星。1994年8月12日，艾瑞克·怀特·埃尔斯特在拉西拉天文台发现了此天体。
这颗小行星的绝对星等为113.52221等。